# Dactylocalyx pumiceus
Dactylocalyx pumiceus é uma espécie de esponja da família dos dactilocalicídeos (Dactylocalycidae), endêmica da Oceano Atlântico.

## Descrição
Van Soest e Stentoft (1988) publicara uma descrição de um espécime museológico da espécie Dactylocalyx pumiceus. Segundo eles, o material estudado consiste em diversos fragmentos, maiores e menores, presumivelmente partes de cálices achatados. O maior fragmento mede 18 × 19 × 3 centímetros, indicando que exemplares completos podem atingir dimensões consideráveis. A superfície é ondulada e irregular, marcada por sulcos e perfurações de tamanhos variados. A consistência é quebradiça e frágil. A coloração, em estado seco, é cinza-esbranquiçada. O coanossoma apresenta uma malha reticulada firmemente, composta por espículas hexaradiadas espessas e fundidas. Devido ao estado macerado da maior parte do material, poucas espículas soltas foram recuperadas. As malhas do esqueleto são poligonais, com ampla variação de tamanho, medindo entre 30 e 220 micrômetros de diâmetro. As espículas possuem superfície fortemente acantosa, com espinhos dispostos frequentemente sobre elevações verrucosas, e diâmetro variando entre 30 e 110 micrômetros.

## Taxonomia
Dactylocalyx pumiceus foi descrita pela primeira vez em 1841 por Samuel Stutchbury.

## Distribuição e habitat
Dactylocalyx pumiceus ocorre do sul da Flórida, nos Estados Unidos, ao Caribe (Barbados e Cuba), estendendo-se até o Brasil, onde ocorre ao largo da foz do rio Amazonas (Pará e Maranhão), no banco submarino Almirante Saldanha (Rio de Janeiro) e ao largo de Mostardas e Tramandaí (Rio Grande do Sul). No leste, ocorre até Portugal. Espécie séssil, foi registrada entre 91 e 1 996 metros de profundidade, com distribuição batimétrica mais comum entre 188 e 552 metros. Habita recifes mesofóticos inferiores.

## Ecologia
Os membros da classe Hexactinellida são hermafroditas. Seu ciclo de vida inclui uma fase larval de natação livre, conhecida como triquimela, que se desenvolve a partir do zigoto. Após esse estágio, a larva se fixa num substrato, onde sofre metamorfose e se transforma em uma esponja jovem. A espécie é filtradora e se alimenta de partículas suspensas e matéria orgânica dissolvida na água. Além de servir de alimento para certos peixes, tartarugas e invertebrados, oferecem abrigo a uma grande variedade de organismos.

## Conservação
No Brasil, em 2018, Dactylocalyx pumiceus foi classificada como pouco preocupante (LC) no Livro Vermelho da Fauna Brasileira Ameaçada de Extinção do Instituto Chico Mendes de Conservação da Biodiversidade (ICMBio).